# Cefotaxim

Strukturformel

Cefotaxim är ett antibiotikum som används för att behandla ett flertal olika infektionssjukdomar inom sjukvården. Cefotaxim ingår i gruppen cefalosporiner som i sin tur ingår i den större gruppen betalaktamantibiotika.
Cefotaxim är ett bredspektrumantibiotikum och har effekt mot många grampositiva och gramnegativa bakterier vilket gör den till ett bra alternativ tidigt i förloppet av en sjukhuskrävande infektion när man ännu inte vet vilken bakterie som har orsakat infektionen. Exempel på infektioner där behanding med cefotaxim förekommer är sepsis, övre urinvägsinfektioner, lunginflammation(i kombination med erytromycin), meningit(i kombination med ampicillin), septisk artrit, endokardit och spondylodiskit. Cefotaxim ges vanligtvis intravenöst men kan också ges som injektion intramuskulärt.